# NGC 6950
NGC 6950 ist ein Asterismus im Sternbild Delfin. Er wurde am 15. Oktober 1784 von Wilhelm Herschel entdeckt.